# Магистри (група)
група „Магистри“, предвождана от политолога професор Евгений Дайнов, е българска рок и блус група, създадена през 2007 година в състав:
Евгений Дайнов (китари и вокали)
Иво Попов (барабани)
Юлиян Трайков (бас)
Богдан Димитров 
Пламен Кръстев (вокали) 
 Дончо Генов (клавир и вокали)
Групата свири предимно в клубове и по концерти. Инициатор е на Миндя рок фест

## Албуми
Първият им албум Pay The Boatman излиза през 2009 година. Името на албума е препратка към онази легенда, в която трябва да платиш на лодкаря Харон, за да те преведе до подземното царство на Хадес през реката на мъртвите Стикс. . Гост-музиканти в този албум са Васко Кръпката и Анелия Павлова от група Попкорн.
Записват втория си авторски албум с работно заглавие "Too Much Rock’n’Roll".